# Trabucaires de Sant Antoni
La colla de Trabucaires de Sant Antoni es va fundar l'any 2010, per iniciativa d'un grup de membres dels Diables de Sant Antoni que havien coincidit amb els Trabucaires de Llinars en una actuació i van decidir de crear-ne un grup al barri.
El juny del 2011 van participar per primera vegada en la trobada anual de trabucaires de Catalunya, a Vila-seca, sortida que els va servir de bateig. Des d'aquell moment van començar a participar anualment en les trobades. A banda, la colla fa aparicions al Bruc, a la festa de la Mercè, als actes commemoratius dels fets de la Gleva del 1714 i a les festes del barri.
Els Trabucaires de Sant Antoni van vestits amb un xamberg negre amb ploma, capa i calçons negres, jupa vermella, camisa i mitjons blancs, i espardenyes amb vetes. A l'escut que els identifica,hi figura una truja representada amb trets humans i armada amb un trabuc, perquè el porc és l'animal que s'associa a sant Antoni.